# 김홍배
김홍배(金洪培, 1956년 10월 9일 ~ )는 기초지방자치행정가를 지낸 대한민국 前 대학 교수이다.

## 주요 경력
- 前 경기도 부천시 소사구 구청장

## 주요 이력
- 前 경기도 부천시청 창조도시사업단 단장
- 前 경기도 부천시청 도시환경국 국장
- 前 서울산업대학교, 인천대학교 및 부천대학교 겸임교수
- 前 경기도 부천시청 도시주택국 국장
- 前 경기도 부천 소사구 부구청장
- 前 경기도 부천 소사구청장
- 상.하수도기술사 및 수질관리기술사

## 학력
- 서울산업대학교 토목공학과
- 서울시립대학교 대학원 도시환경공학과
- 인천대학교 대학원 토목환경공학과

## 트리비아
그는 윤인상, 한상능 등과 함께 경기도 부천의 마지막 3대 구청장이라 일컬어지는 기초지방자치행정가이다. 참고로 여담이지만 경기도 부천의 3대 지방자치행정구역(소사구, 오정구, 원미구) 제도는 김만수 경기도 부천시장이 시행한 부천 대동제 정책에 의하여 2016년 7월 4일을 기하여 전면 폐지되었다.